# Mistrzostwa Świata w Kolarstwie Przełajowym 1983
34. Mistrzostwa Świata w Kolarstwie Przełajowym odbyły się w dniach 19–20 lutego 1983 roku w brytyjskim Birmingham. Rozegrano wyścigi mężczyzn w kategoriach zawodowców, amatorów i juniorów.

## Medaliści
| Konkurencja                | Złoto           | Czas    | Srebro                 | Czas     | Brąz               | Czas     |
| Klasyfikacja mężczyzn      |                 |         |                        |          |                    |          |
| Zawodowcy (20 lutego 1983) | Roland Liboton  | 53:17 m | Albert Zweifel         | + 0:09 m | Klaus-Peter Thaler | + 0:10 m |
| Amatorzy (19 lutego 1983)  | Radomír Šimůnek | 47:11 m | Werner Van Der Fraenen | + 0:00 m | Petr Klouček       | + 0:02 m |
| Juniorzy (19 lutego 1983)  | Roman Kreuziger | 39:35 m | Martin Hedriks         | + 0:06 m | Peter Hric         | + 0:11 m |

## Szczegóły

### Zawodowcy
| Medal | Zawodnik           | Narodowość | Czas    |
| ----- | ------------------ | ---------- | ------- |
|       | Roland Liboton     | Belgia     | 53:17 m |
|       | Albert Zweifel     | Szwajcaria | + 0:09  |
|       | Klaus-Peter Thaler | RFN        | + 0:10  |
| 4     | Rein Groenendaal   | Holandia   | + 0:23  |
| 5     | Hennie Stamsnijder | Holandia   | + 1:06  |
| 6     | Robert Vermeire    | Belgia     | + 1:07  |
| 7     | Patrice Thévenard  | Francja    | + 1:28  |
| 8     | Johan Ghyllebert   | Belgia     | + 2:20  |
| 9     | Peter Frischknecht | Szwajcaria | + 2:21  |
| 10    | Jan Teugels        | Belgia     | + 2:27  |

### Amatorzy
| Medal | Zawodnik               | Narodowość     | Czas    |
| ----- | ---------------------- | -------------- | ------- |
|       | Radomír Šimůnek        | Czechosłowacja | 47:11 m |
|       | Werner Van Der Fraenen | Belgia         | + 0:00  |
|       | Petr Klouček           | Czechosłowacja | + 0:02  |
| 4     | Andrzej Mąkowski       | Polska         | + 0:14  |
| 5     | Ludo De Rey            | Belgia         | + 0:20  |
| 6     | Miloš Fišera           | Czechosłowacja | + 0:25  |
| 7     | Alain Daniel           | Francja        | + 0:27  |
| 8     | František Klouček      | Czechosłowacja | + 0:31  |
| 9     | Ivan Messelis          | Belgia         | + 0:40  |
| 10    | Herman Snoeyink        | Holandia       | + 0:51  |

### Juniorzy
| Medal | Zawodnik        | Narodowość     | Czas    |
| ----- | --------------- | -------------- | ------- |
|       | Roman Kreuziger | Czechosłowacja | 39:35 m |
|       | Martin Hedriks  | Holandia       | + 0:06  |
|       | Peter Hric      | Czechosłowacja | + 0:11  |
| 4     | Radovan Fořt    | Czechosłowacja | + 0:13  |
| 5     | John van Gessel | Holandia       | + 0:19  |
| 6     | Josef Faller    | NRD            | + 0:35  |
| 7     | Ondrej Glajza   | Czechosłowacja | + 0:55  |
| 8     | Thierry Valette | Francja        | + 0:57  |
| 9     | Peter Müller    | Szwajcaria     | + 1:07  |
| 10    | Henri Schnadt   | Luksemburg     | + 1:10  |

## Tabela medalowa
| Miejsce | Państwo        |   |   |   |   |
| ------- | -------------- | - | - | - | - |
| 1.      | Czechosłowacja | 2 | 0 | 2 | 4 |
| 2.      | Belgia         | 1 | 1 | 0 | 2 |
| 3.      | Holandia       | 0 | 1 | 0 | 1 |
| 3.      | Szwajcaria     | 0 | 1 | 0 | 1 |
| 5.      | RFN            | 0 | 0 | 1 | 1 |